# 丹陽鎮 (淅川県)
丹陽鎮（たんよう-ちん）は中華人民共和国河南省南陽市淅川県東南部に位置する鎮。2007年までの旧名は九重鎮。

## 地理
九重鎮は淅川県南東部、河南省鄧州市、淅川県、湖北省丹江口市、老河口市の市境に位置する。

## 歴史
九重の地名は元末明初の混乱期に由来する。1368年（洪武元年）、朱元璋が大都を攻め元順帝をモンゴル高原に駆逐した際、四陀王も逃亡の準備をした。明軍により雁門関が封鎖されたことから南方に逃亡した。途中濮陽で明軍と再度交戦し四佗王は行方不明となった。その際、四佗王の孫は戦場を脱出、黄河を渡り鎮平県晁陂鎮一帯に逃れたが、明軍より隠れるには不適当として現在の九重鎮に移動した。そして祖父が四佗王であったことから，孫は王成と称しこの地に9つの小院を有す九重院を建築したことが鎮名の由来である
清代になると鄧県の下に九重里が設置され、その後1958年に九重人民公社と改称、1972年には淅川県に移管された。1984年に九重郷、1996年に九重鎮と改称された。
2007年の「豫民行批[2007]13号」公文によって丹陽鎮に改称され現在に至る。

## 下位行政区画
下部に28村を管轄する
- 九重村、解放村、更生村、夏荘村、下孔村、孔北村、王家村、劉溝村、張楼村、水閘村、薛崗村、王楼村、太平村、張河村、程営村、劉家営村、周崗村、武店村、陶岔村、張家村、張衝冲村、花櫟扒村、鄒楼村、王崗村、曽崗村、范崗村、高家村、孫営村

## 観光地
- 唐王橋遺跡
- 南水北調中線渠首風景区
- 張河遺跡